# Didierea madagascariensis
Didierea madagascariensis ist eine Pflanzenart aus der Gattung Didierea in der Familie der Didiereaceae. Sie ist die Typart der Gattung.

## Beschreibung
Didierea madagascariensis wächst unverzweigt oder mit wenigen, starken und aufrechten Trieben die am oberen Ende häufig gebogen sind. Die Pflanzen erreichen eine Höhe von 4 bis 6 Metern und einen Stammdurchmesser von bis zu 50 Zentimeter. An den 0,5 bis 5 Zentimeter langen Warzen werden 4 starke und strahlenförmig ausgebreitete Dornen ausgebildet, von denen der unterste 4 bis 10 Zentimeter lang wird und die beiden seitlichen viel kürzer sind. Die 4, manchmal auch nur 3 oder aber bis zu 10, linealischen Blätter entspringen dem Zentrum der Areole und werden 7 bis 15 Zentimeter lang und 0,5 bis 1 Zentimeter breit. Sie sind grazil, graugrün gefärbt und schnell vergänglich.
Die reichlichen Blüten umfassen die oberen Triebteile vollständig. Sie sind blass gelblich bis grünlich rot gefärbt. Die Früchte werden 3 bis 5 Millimeter groß.

## Verbreitung, Gefährdung und Systematik
Didierea madagascariensis ist im Südwesten von Madagaskar, von Toliara bis südlich von Morondava, auf roten, sandigen und kalkfreien Böden verbreitet. Die Art steht auf der Roten Liste der IUCN und gilt als nicht gefährdet (Least Concern).
Die Erstbeschreibung der Art wurde 1880 durch Henri Ernest Baillon aufgestellt. Die Typart der Gattung ist Didierea madagascariensis Baill.